# جايسون ريفيس
جايسون ريفيس (بالإنجليزية: Jason Reeves)‏ هو مغن مؤلف أمريكي، ولد في 1 يوليو 1984 في أرلينغتون في الولايات المتحدة.

## وصلات خارجية
- جايسون ريفيس على موقع ميوزك برينز (الإنجليزية)
- جايسون ريفيس على موقع ديسكوغز (الإنجليزية)